# Лондонски грбовник I
Лондонски грбовник I је један од најстаријих грбовника тзв. илирске хералдике. Претпоставља се да је настао независно од Охмућевићевог грбовника, на основу неког старијег непознатог грбовника или више њих, у времену између 1555—1595. године
Грбовник је израђен за потребе породице Милиенковић, па се понекад назива и Милиенковић-Летиеца грбовник (Milienovich-Letiezza). Према ставу науке, грбовник није копија Охмућевићевог, већ је као и овај настао на темељу неког много старијег - непознатог грбовника, који је још увјек предмет тражења.